# Anette Støvelbæk
Anette Støvelbæk, née  à Copenhague (Danemark) le 27 juillet 1967, est une actrice danoise.

## Biographie
Anette Støvelbæk est mariée à l'acteur Lars Mikkelsen.

## Filmographie partielle

### Au cinéma
- 1998 : Når mor kommer hjem... : Pædagog
- 2000 : Bænken : Kims Nabo
- 2000 : Italian for Beginners (Italiensk for begyndere) : Olympia
- 2001 : Når lysterne tændes : Anita Jacobsen
- 2002 : Humørkort-stativ-sælgerens søn : Emilie
- 2002 : Der er en yndig mand : Receptionist Arbejdsformidlingen
- 2003 : En som Hodder : Fairy
- 2003 : Drømmegaven
- 2004 : Hvem du end er : Lisbeths mor
- 2005 : Les Amours perdus
- 2005 : Op med humøret : Emil's Mother
- 2006 : 1:1 : Søs
- 2006 : Sprængfarlig bombe : Kira
- 2006 : Far til fire - i stor stil : Fru Sejersen
- 2007 : L'Île aux sorciers (De fortabte sjæles ø) : Beate
- 2008 : Remix : Rubens mor
- 2008 : Carsten & Gittes filmballade (voix)
- 2009 : Superbror : Anja
- 2010 : Revenge (Hævnen) : Hanne
- 2011 : Noget i luften : Louise
- 2012 : Lærkevej - til døden os skiller : Astrid Borg
- 2013 : Sammen hver for sig : Jytte
- 2014 : Kapgang : Mona Damefrisør
- 2014 : Steppeulven : Eik's Mother
- 2015 : Nu er solen død

### À la télévision
- 1998 : Taxa  (série télévisée, 1 épisode)
- 2009-2010 : Bienvenue à Larkroad (Lærkevej) : Astrid Borg (série télévisée, 21 épisodes)